# Martine Carol
Martine Carol hvis rigtige navn var Maryse Louise Mourer (16. maj 1920 i Saint-Mandé –  6. februar 1967 i Monaco) var en fransk skuespillerinde. 
Carol var populær i 50erne og blev berømmet for sin skønhed i mange forskellige film. I begyndelsen af 60erne, faldt hendes popularitet, da et nyt fransk sex-symbol ved navn Brigitte Bardot dukkede op på scenen.
Den rolle der i særlig grad gjorde Martine Carol kendt, var rollen som den berømte kurtisane fra det 19. århundrede, Lola Montés i filmen af samme navn instrueret af Max Ophüls.
Hun begik selvmord på et hotel i Monte-Carlo i 1967

## Filmografi
- Miroir (1946)
- Caroline chérie (1950)
- Nana (1954) inspireret af Emile Zolas roman
- Lola Montés (1955) af Max Ophüls med Paulette Dubost
- I don giovanni della costa azzura (1953)
- La toile (1967)